# She’s Waiting
She’s Waiting ist ein Pop-Rocksong, der von Eric Clapton und Peter Robinson geschrieben und 1985 sowohl als Single als auch auf Claptons Album Behind the Sun veröffentlicht wurde. Der Titel belegte Platz elf der Billboard-Mainstream-Rock-Songs-Chart. und erschien ebenfalls auf den Kompilationen Crossroads von 1988, Clapton Chronicles: The Best of Eric Clapton aus dem Jahr 1999 und im Jahr 2007 auf Complete Clapton.

## Inhalt und Besetzung
Der Titel handelt von Beziehungsproblemen zwischen Clapton und Pattie Boyd. Er hatte während der Beziehung das Gefühl, dass seine Frau Pattie auf einen besseren Mann warten würde. Auf der Aufnahme wirkt auch Marcy Levy als Sängerin mit. Phil Collins produzierte die Aufnahme. Das Lied war neben White Room und Layla Bestandteil Claptons Setlist für das Live-Aid-Konzert am 15. Juli 1985 in Philadelphia. Folgende Musiker spielten auf der Aufnahme: Eric Clapton (Gitarre und Gesang), Jamie Oldaker (Schlagzeug), Donald Dunn (Bass), Ray Cooper (Percussion), Chris Stainton (Synthesizer und Hammond-Orgel) und Peter Robinson (Synthesizer).